# 24 Ore di Daytona 2024
La 24 Ore di Daytona 2024 è la sessantaduesima edizione della 24 Ore di Daytona, valevole per il Campionato IMSA WeatherTech SportsCar 2024 così come il primo di cinque round della Michelin Endurance Cup. Si tiene come da tradizione al Daytona International Speedway tra il 27 e il 28 gennaio 2024.

## Iscritti
Il 13 novembre del 2023 viene annunciato l'elenco ufficiale del team iscritti, aumentano da 9 a 10 i team inscritti nella classe regina, la GTP e come l'anno scorso sono presenti quattro costruttori differenti con le loro Hypercar: la Cadillac V- LMDh, la Porsche 963, l'Acura ARX-06 e la BMW M Hybrid V8. Il marchio Porsche porta in pista ben quattro 963, due ufficiali gestite dalla Porsche Penske, una per il team WeatherTech - Proton Racing e l'altra al team JDC-Miller MotorSports. Gli altri tre marchi portano due vetture a testa, le due M Hybrid V8 vengono affidate al Team RLL, una Cadillac viene gestita dal team ufficiale mentre l'altra viene data al Whelen Engineering Racing, anche il marchio nipponico divide le sue vetture tra il team WTR e il Meyer Shank Racing.
Nella classe LMP2 gli equipaggi passano dai 10 del 2023 a 13 di questa edizione. Tutti i team utilizzano l'Oreca 07 ad eccazione del team Sean Creech Motorsport che prende parte alla corsa con la Ligier JS P217. La classe LMP3 a differenza degli anni precedenti non è più presente.
Le vetture GT si dividono in due classe, la GTD Pro che è formata da 13 equipaggi e la GTD da 23 equipaggi.

## Elenco iscritti
| No. | Squadra                           | Auto                | Pneumatici | Pilota 1            | Pilota 2             | Pilota 3        | Pilota 4           |
| --- | --------------------------------- | ------------------- | ---------- | ------------------- | -------------------- | --------------- | ------------------ |
| 01  | Cadillac Racing                   | Cadillac V-Series.R | M          | Sebastien Bourdais  | Renger van der Zande | Scott Dixon     | Álex Palou         |
| 5   | Proton Competition                | Porsche 963         | M          | Gianmaria Bruni     | Neel Jani            | Romain Dumas    | Alessio Picariello |
| 6   | Porsche Penske Motorsport         | Porsche 963         | M          | Kévin Estre         | Mathieu Jaminet      | Nick Tandy      | Laurens Vanthoor   |
| 7   | Porsche Penske Motorsport         | Porsche 963         | M          | Dane Cameron        | Matt Campbell        | Felipe Nasr     | Josef Newgarden    |
| 10  | Wayne Taylor Racing with Andretti | Acura ARX-06        | M          | Filipe Albuquerque  | Ricky Taylor         | Brendon Hartley | Marcus Ericsson    |
| 24  | BMW M Team RLL                    | BMW M Hybrid V8     | M          | Jesse Krohn         | Philipp Eng          | Augusto Farfus  | Dries Vanthoor     |
| 25  | BMW M Team RLL                    | BMW M Hybrid V8     | M          | Connor De Phillippi | Nick Yelloly         | Maxime Martin   | René Rast          |
| 31  | Whelen Cadillac Racing            | Cadillac V-Series.R | M          | Jack Aitken         | Pipo Derani          | Tom Blomqvist   |                    |
| 40  | Wayne Taylor Racing with Andretti | Acura ARX-06        | M          | Louis Delétraz      | Jordan Taylor        | Colton Herta    | Jenson Button      |
| 85  | JDC-Miller MotorSports            | Porsche 963         | M          | Tijmen van der Helm | Richard Westbrook    | Philip Hanson   | Ben Keating        |

| No. | Squadra                                    | Auto           | Pneumatici | Pilota 1           | Pilota 2            | Pilota 3        | Pilota 4           |
| --- | ------------------------------------------ | -------------- | ---------- | ------------------ | ------------------- | --------------- | ------------------ |
| 04  | CrowdStrike Racing with APR                | Oreca 07       | M          | Colin Braun        | George Kurtz        | Malthe Jakobsen | Toby Sowery        |
| 2   | United Autosports USA                      | Oreca 07       | M          | Ben Hanley         | Ben Keating         | Nico Pino       | Patricio O'Ward    |
| 8   | Tower Motorsports                          | Oreca 07       | M          | John Farano        | Ferdinand Habsburg  | Michael Dinan   | Scott McLaughlin   |
| 11  | TDS Racing                                 | Oreca 07       | M          | Mikkel Jensen      | Hunter McElrea      | Charles Milesi  | Steven Thomas      |
| 18  | Era Motorsport                             | Oreca 07       | M          | Ryan Dalziel       | Christian Rasmussen | Dwight Merriman | Connor Zilisch     |
| 20  | MDK by High Class Racing                   | Oreca 07       | M          | Dennis Andersen    | Seth Lucas          | Laurents Hörr   | Scott Huffaker     |
| 22  | United Autosports USA                      | Oreca 07       | M          | Bijoy Garg         | Paul di Resta       | Dan Goldburg    | Felix Rosenqvist   |
| 33  | Sean Creech Motorsport                     | Ligier JS P217 | M          | João Barbosa       | Lance Willsey       | Jonny Edgar     | Nolan Siegel       |
| 52  | Inter Europol by PR1/Mathiasen Motorsports | Oreca 07       | M          | Jakub Śmiechowski  | Nick Boulle         | Tom Dillmann    | Pietro Fittipaldi  |
| 74  | Riley                                      | Oreca 07       | M          | Felipe Fraga       | Felipe Massa        | Gar Robinson    | Josh Burdon        |
| 81  | DragonSpeed USA                            | Oreca 07       | M          | James Allen        | Eric Lux            | Kyffin Simpson  | Sebastian Alvarez  |
| 88  | Richard Mille AF Corse                     | Oreca 07       | M          | Luis Pérez Companc | Nicklas Nielsen     | Lilou Wadoux    | Matthieu Vaxivière |
| 99  | AO Racing                                  | Oreca 07       | M          | P. J. Hyett        | Paul-Loup Chatin    | Alex Quinn      | Matthew Brabham    |

| No. | Squadra                                     | Auto                          | Pneumatici | Pilota 1              | Pilota 2          | Pilota 3          | Pilota 4          |
| --- | ------------------------------------------- | ----------------------------- | ---------- | --------------------- | ----------------- | ----------------- | ----------------- |
| 1   | Paul Miller Racing                          | BMW M4 GT3                    | M          | Sheldon van der Linde | Bryan Sellers     | Madison Snow      | Neil Verhagen     |
| 3   | Corvette Racing by Pratt Miller Motorsports | Corvette Z06 GT3.R            | M          | Daniel Juncadella     | Alexander Sims    | Antonio García    |                   |
| 4   | Corvette Racing by Pratt Miller Motorsports | Corvette Z06 GT3.R            | M          | Earl Bamber           | Nicky Catsburg    | Tommy Milner      |                   |
| 9   | Pfaff Motorsports                           | Porsche 911 GT3 R (992)       | M          | James Hinchcliffe     | Oliver Jarvis     | Alexander Rossi   | Marvin Kirchhöfer |
| 14  | Vasser Sullivan Racing                      | Lexus RC F GT3                | M          | Ben Barnicoat         | Mike Conway       | Kyle Kirkwood     | Jack Hawksworth   |
| 19  | Iron Lynx                                   | Lamborghini Huracán GT3 Evo 2 | M          | Mirko Bortolotti      | Andrea Caldarelli | Jordan Pepper     | Franck Perera     |
| 23  | Heart of Racing Team                        | Aston Martin Vantage GT3 Evo  | M          | Mario Farnbacher      | Ross Gunn         | Alex Riberas      |                   |
| 60  | Iron Lynx                                   | Lamborghini Huracán GT3 Evo 2 | M          | Matteo Cairoli        | Romain Grosjean   | Matteo Cressoni   | Claudio Schiavoni |
| 62  | Risi Competizione                           | Ferrari 296 GT3               | M          | Alessandro Pier Guidi | Davide Rigon      | Daniel Serra      | James Calado      |
| 64  | Ford Multimatic Motorsports                 | Ford Mustang GT3              | M          | Mike Rockenfeller     | Harry Tincknell   | Christopher Mies  |                   |
| 65  | Ford Multimatic Motorsports                 | Ford Mustang GT3              | M          | Joey Hand             | Dirk Müller       | Frédéric Vervisch |                   |
| 75  | SunEnergy1 Racing                           | Mercedes-AMG GT3 Evo          | M          | Maro Engel            | Jules Gounon      | Luca Stolz        | Kenny Habul       |
| 77  | AO Racing                                   | Porsche 911 GT3 R (992)       | M          | Michael Christensen   | Sebastian Priaulx | Laurin Heinrich   |                   |

| No. | Squadra                           | Auto                          | Pneumatici | Pilota 1            | Pilota 2           | Pilota 3           | Pilota 4            |
| --- | --------------------------------- | ----------------------------- | ---------- | ------------------- | ------------------ | ------------------ | ------------------- |
| 023 | Triarsi Competizione              | Ferrari 296 GT3               | M          | Alessio Rovera      | Riccardo Agostini  | Onofrio Triarsi    | Charlie Scardina    |
| 12  | Vasser Sullivan Racing            | Lexus RC F GT3                | M          | Ritomo Miyata       | Frankie Montecalvo | Parker Thompson    | Aaron Telitz        |
| 13  | AWA                               | Corvette Z06 GT3.R            | M          | Alex Lynn           | Matt Bell          | Orey Fidani        | Lars Kern           |
| 17  | AWA                               | Corvette Z06 GT3.R            | M          | Charlie Eastwood    | Nicolás Varrone    | Thomas Merrill     | Anthony Mantella    |
| 21  | AF Corse                          | Ferrari 296 GT3               | M          | Miguel Molina       | Simon Mann         | Kei Cozzolino      | François Heriau     |
| 27  | Heart of Racing Team              | Aston Martin Vantage GT3 Evo  | M          | Marco Sørensen      | Roman De Angelis   | Zacharie Robichon  | Ian James           |
| 32  | Korthoff/Preston Motorsports      | Mercedes-AMG GT3 Evo          | M          | Maximilian Götz     | Mikaël Grenier     | Kenton Koch        | Mike Skeen          |
| 34  | Conquest Racing                   | Ferrari 296 GT3               | M          | Albert Costa        | Alessandro Balzan  | Manny Franco       | Cédric Sbirrazzuoli |
| 43  | Andretti Motorsports              | Porsche 911 GT3 R (992)       | M          | Thomas Preining     | Jarett Andretti    | Scott Hargrove     | Gabby Chaves        |
| 44  | Magnus Racing                     | Aston Martin Vantage GT3 Evo  | M          | Nicki Thiim         | Spencer Pumpelly   | John Potter        | Andy Lally          |
| 45  | Wayne Taylor Racing with Andretti | Lamborghini Huracán GT3 Evo 2 | M          | Graham Doyle        | Danny Formal       | Ashton Harrison    | Kyle Marcelli       |
| 47  | Cetilar Racing                    | Ferrari 296 GT3               | M          | Antonio Fuoco       | Roberto Lacorte    | Eddie Cheever III  | Giorgio Sernagiotto |
| 55  | Proton Competition                | Ford Mustang GT3              | M          | Dennis Olsen        | Ryan Hardwick      | Giammarco Levorato | Corey Lewis         |
| 57  | Winward Racing                    | Mercedes-AMG GT3 Evo          | M          | Philip Ellis        | Indy Dontje        | Daniel Morad       | Russell Ward        |
| 66  | Gradient Racing                   | Acura NSX GT3 Evo 22          | M          | Tatiana Calderón    | Katherine Legge    | Stevan McAleer     | Sheena Monk         |
| 70  | Inception Racing                  | McLaren 720S GT3 Evo          | M          | Tom Gamble          | Brendan Iribe      | Ollie Millroy      | Frederik Schandorff |
| 78  | Forte Racing                      | Lamborghini Huracán GT3 Evo 2 | M          | Devlin DeFrancesco  | Misha Goikhberg    | Loris Spinelli     | Sandy Mitchell      |
| 80  | Lone Star Racing                  | Mercedes-AMG GT3 Evo          | M          | Rui Andrade         | Salih Yoluç        | Scott Andrews      | Adam Christodoulou  |
| 83  | Iron Dames                        | Lamborghini Huracán GT3 Evo 2 | M          | Doriane Pin         | Sarah Bovy         | Michelle Gatting   | Rahel Frey          |
| 86  | MDK Motorsports                   | Porsche 911 GT3 R (992)       | M          | Klaus Bachler       | Larry ten Voorde   | Anders Fjordbach   | Kerong Li           |
| 92  | KellyMoss with Riley              | Porsche 911 GT3 R (992)       | M          | Julien Andlauer     | David Brule        | Trent Hindman      | Alec Udell          |
| 96  | Turner Motorsport                 | BMW M4 GT3                    | M          | Robby Foley         | Patrick Gallagher  | Jens Klingmann     | Jake Walker         |
| 120 | Wright Motorsports                | Porsche 911 GT3 R (992)       | M          | Frédéric Makowiecki | Elliott Skeer      | Jan Heylen         | Adam Adelson        |

## Qualifiche
Le pole position in ogni classe sono indicate in grassetto.
| Pos.             | Classe  | #   | Team                                        | Pilota              | Tempo    | Gap     | Griglia |
| ---------------- | ------- | --- | ------------------------------------------- | ------------------- | -------- | ------- | ------- |
| 1                | GTP     | 31  | Whelen Cadillac Racing                      | Pipo Derani         | 1:32.656 | —       | 1       |
| 2                | GTP     | 01  | Cadillac Racing                             | Sébastien Bourdais  | 1:32.727 | +0.071  | 2       |
| 3                | GTP     | 7   | Porsche Penske Motorsport                   | Felipe Nasr         | 1:32.876 | +0.220  | 3       |
| 4                | GTP     | 25  | BMW M Team RLL                              | Connor De Phillippi | 1:33.022 | +0.366  | 4       |
| 5                | GTP     | 40  | WTR with Andretti                           | Louis Delétraz      | 1:33.100 | +0.444  | 5       |
| 6                | GTP     | 10  | WTR with Andretti                           | Filipe Albuquerque  | 1:33.347 | +0.691  | 6       |
| 7                | GTP     | 6   | Porsche Penske Motorsport                   | Nick Tandy          | 1:33.381 | +0.725  | 7       |
| 8                | GTP     | 24  | BMW M Team RLL                              | Jesse Krohn         | 1:33.499 | +0.843  | 8       |
| 9                | GTP     | 85  | JDC-Miller MotorSports                      | Tijmen van der Helm | 1:33.506 | +0.850  | 9       |
| 10               | LMP2    | 2   | United Autosports USA                       | Ben Keating         | 1:38.501 | +5.845  | 11      |
| 11               | LMP2    | 52  | Inter Europol by PR1/Mathiasen Motorsports  | Nick Boulle         | 1:38.603 | +5.947  | 12      |
| 12               | LMP2    | 04  | CrowdStrike Racing by APR                   | George Kurtz        | 1:39.252 | +6.596  | 13      |
| 13               | LMP2    | 74  | Riley                                       | Gar Robinson        | 1:39.297 | +6.641  | 14      |
| 14               | LMP2    | 22  | United Autosports USA                       | Dan Goldburg        | 1:39.506 | +6.850  | 15      |
| 15               | LMP2    | 11  | TDS Racing                                  | StevenGara          | 1:39.523 | +6.867  | 16      |
| 16               | LMP2    | 99  | AO Racing                                   | P.J. Hyett          | 1:39.679 | +7.023  | 17      |
| 17               | LMP2    | 20  | MDK by High Class Racing                    | Dennis Andersen     | 1:40.030 | +7.374  | 18      |
| 18               | LMP2    | 81  | DragonSpeed                                 | Eric Lux            | 1:40.380 | +7.724  | 19      |
| 19               | LMP2    | 88  | Richard Mille AF Corse                      | Luis Pérez Companc  | 1:40.577 | +7.921  | 20      |
| 20               | LMP2    | 18  | Era Motorsport                              | Dwight Merriman     | 1:41.196 | +8.540  | 21      |
| 21               | LMP2    | 33  | Sean Creech Motorsport                      | Lance Willsey       | 1:41.496 | +8.840  | 22      |
| 22               | LMP2    | 8   | Tower Motorsports                           | John Farano         | 1:41.588 | +8.932  | 23      |
| 23               | GTD Pro | 77  | AO Racing                                   | Sebastian Priaulx   | 1:44.382 | +11.726 | 14      |
| 24               | GTD Pro | 14  | Vasser Sullivan                             | Jack Hawksworth     | 1:44.462 | +11.806 | 25      |
| 25               | GTD     | 12  | Vasser Sullivan                             | Parker Thompson     | 1:44.494 | +11.838 | 26      |
| 26               | GTD     | 86  | MDK Motorsports                             | Klaus Bachler       | 1:44.537 | +11.881 | 27      |
| 27               | GTD     | 66  | Gradient Racing                             | Katherine Legge     | 1:44.640 | +11.984 | 28      |
| 28               | GTD     | 45  | Wayne Taylor Racing with Andretti           | Kyle Marcelli       | 1:44.707 | +12.051 | 29      |
| 29               | GTD     | 78  | Forte Racing                                | Loris Spinelli      | 1:44.709 | +12.053 | 30      |
| 30               | GTD     | 34  | Conquest Racing                             | Albert Costa        | 1:44.722 | +12.066 | 31      |
| 31               | GTD Pro | 3   | Corvette Racing by Pratt Miller Motorsports | Antonio García      | 1:44.786 | +12.130 | 32      |
| 32               | GTD     | 47  | Cetilar Racing                              | Antonio Fuoco       | 1:44.811 | +12.155 | 33      |
| 33               | GTD Pro | 19  | Iron Lynx                                   | Franck Perera       | 1:44.831 | +12.175 | 34      |
| 34               | GTD Pro | 62  | Risi Competizione                           | Daniel Serra        | 1:44.831 | +12.175 | 35      |
| 35               | GTD     | 023 | Triarsi Competizione                        | Alessio Rovera      | 1:44.835 | +12.179 | 36      |
| 36               | GTD Pro | 9   | Pfaff Motorsports                           | Oliver Jarvis       | 1:44.900 | +12.244 | 37      |
| 37               | GTD     | 17  | AWA                                         | Nicolás Varrone     | 1:44.959 | +12.303 | 38      |
| 38               | GTD     | 70  | Inception Racing                            | Frederik Schandorff | 1:44.965 | +12.309 | 39      |
| 39               | GTD     | 21  | AF Corse                                    | Miguel Molina       | 1:45.041 | +12.385 | 40      |
| 40               | GTD     | 43  | Andretti Motorsports                        | Thomas Preining     | 1:45.115 | +12.459 | 41      |
| 41               | GTD     | 83  | Iron Dames                                  | Michelle Gatting    | 1:45.180 | +12.524 | 42      |
| 42               | GTD     | 13  | AWA                                         | Matt Bell           | 1:45.206 | +12.550 | 43      |
| 43               | GTD Pro | 4   | Corvette Racing by Pratt Miller Motorsports | Tommy Milner        | 1:45.215 | +12.559 | 44      |
| 44               | GTD Pro | 60  | Iron Lynx                                   | Romain Grosjean     | 1:45.305 | +12.649 | 45      |
| 45               | GTD Pro | 65  | Ford Multimatic Motorsports                 | Dirk Müller         | 1:45.373 | +12.717 | 46      |
| 46               | GTD Pro | 75  | SunEnergy1 Racing                           | Maro Engel          | 1:45.421 | +12.765 | 47      |
| 47               | GTD Pro | 23  | Heart of Racing Team                        | Ross Gunn           | 1:45.528 | +12.872 | 48      |
| 48               | GTD     | 55  | Proton Competition                          | Dennis Olsen        | 1:45.536 | +12.880 | 49      |
| 49               | GTD     | 1   | Paul Miller Racing                          | Madison Snow        | 1:45.831 | +13.175 | 50      |
| 50               | GTD Pro | 64  | Ford Multimatic Motorsports                 | Harry Tincknell     | 1:45.840 | +13.184 | 51      |
| 51               | GTD     | 96  | Turner Motorsport                           | Patrick Gallagher   | 1:45.861 | +13.205 | 52      |
| 52               | GTD     | 57  | Winward Racing                              | Philip Ellis        | 1:45.898 | +13.242 | 53      |
| 53               | GTD     | 32  | Korthoff/Preston Motorsports                | Mikaël Grenier      | 1:45.974 | +13.318 | 54      |
| 54               | GTD     | 120 | Wright Motorsports                          | Adam Adelson        | 1:45.983 | +13.327 | 55      |
| 55               | GTD     | 80  | Lone Star Racing                            | Adam Christodoulou  | 1:46.209 | +13.553 | 56      |
| 56               | GTD     | 44  | Magnus Racing                               | John Potter         | 1:48.007 | +15.351 | 57      |
| 57               | GTD     | 27  | Heart of Racing Team                        | Roman De Angelis    | 1:52.715 | +20.059 | 58      |
| 58               | GTP     | 5   | Proton Competition                          | no tempo            | no tempo | –       | 10      |
| 59               | GTD     | 92  | Kellymoss with Riley                        | David Brule         | no tempo | –       | 59      |
| Risultati (PDF). |         |     |                                             |                     |          |         |         |

## Gara
I vincitori di classe sono segnati in Grassetto
| Pos.      | Classe  | #   | Team                                        | Piloti                                                              | Vettura                          | Giri |
| Pos.      | Classe  | #   | Team                                        | Piloti                                                              | Motore                           | Giri |
| --------- | ------- | --- | ------------------------------------------- | ------------------------------------------------------------------- | -------------------------------- | ---- |
| 1         | GTP     | 7   | Porsche Penske Motorsport                   | Dane Cameron Matt Campbell Felipe Nasr Josef Newgarden              | Porsche 963                      | 791  |
| 1         | GTP     | 7   | Porsche Penske Motorsport                   | Dane Cameron Matt Campbell Felipe Nasr Josef Newgarden              | Porsche 9RD 4.6 L Twin-Turbo V8  | 791  |
| 2         | GTP     | 31  | Whelen Engineering Cadillac Racing          | Jack Aitken Tom Blomqvist Pipo Derani                               | Cadillac V-Series.R              | 791  |
| 2         | GTP     | 31  | Whelen Engineering Cadillac Racing          | Jack Aitken Tom Blomqvist Pipo Derani                               | Cadillac LMC55R 5.5 L V8         | 791  |
| 3         | GTP     | 40  | Wayne Taylor Racing with Andretti           | Jenson Button Louis Delétraz Colton Herta Jordan Taylor             | Acura ARX-06                     | 791  |
| 3         | GTP     | 40  | Wayne Taylor Racing with Andretti           | Jenson Button Louis Delétraz Colton Herta Jordan Taylor             | Acura AR24e 2.4 L Twin-Turbo V6  | 791  |
| 4         | GTP     | 6   | Porsche Penske Motorsport                   | Kévin Estre Mathieu Jaminet Nick Tandy Laurens Vanthoor             | Porsche 963                      | 791  |
| 4         | GTP     | 6   | Porsche Penske Motorsport                   | Kévin Estre Mathieu Jaminet Nick Tandy Laurens Vanthoor             | Porsche 9RD 4.6 L Twin-Turbo V8  | 791  |
| 5         | GTP     | 5   | Proton Competition Mustang Sampling         | Gianmaria Bruni Romain Dumas Neel Jani Alessio Picariello           | Porsche 963                      | 791  |
| 5         | GTP     | 5   | Proton Competition Mustang Sampling         | Gianmaria Bruni Romain Dumas Neel Jani Alessio Picariello           | Porsche 9RD 4.6 L Twin-Turbo V8  | 791  |
| 6         | GTP     | 85  | JDC-Miller MotorSports                      | Philip Hanson Tijmen van der Helm Ben Keating Richard Westbrook     | Porsche 963                      | 789  |
| 6         | GTP     | 85  | JDC-Miller MotorSports                      | Philip Hanson Tijmen van der Helm Ben Keating Richard Westbrook     | Porsche 9RD 4.6 L Twin-Turbo V8  | 789  |
| 7         | GTP     | 25  | BMW M Team RLL                              | Connor De Phillippi Maxime Martin René Rast Nick Yelloly            | BMW M Hybrid V8                  | 778  |
| 7         | GTP     | 25  | BMW M Team RLL                              | Connor De Phillippi Maxime Martin René Rast Nick Yelloly            | BMW P66/3 4.0 L Twin-Turbo V8    | 778  |
| 8         | GTP     | 24  | BMW M Team RLL                              | Philipp Eng Augusto Farfus Jesse Krohn Dries Vanthoor               | BMW M Hybrid V8                  | 776  |
| 8         | GTP     | 24  | BMW M Team RLL                              | Philipp Eng Augusto Farfus Jesse Krohn Dries Vanthoor               | BMW P66/3 4.0 L Twin-Turbo V8    | 776  |
| 9         | LMP2    | 18  | Era Motorsport                              | Ryan Dalziel Dwight Merriman Christian Rasmussen Connor Zilisch     | Oreca 07                         | 767  |
| 9         | LMP2    | 18  | Era Motorsport                              | Ryan Dalziel Dwight Merriman Christian Rasmussen Connor Zilisch     | Gibson GK428 4.2 L V8            | 767  |
| 10        | LMP2    | 04  | CrowdStrike Racing by APR                   | Colin Braun Malthe Jakobsen George Kurtz Toby Sowery                | Oreca 07                         | 767  |
| 10        | LMP2    | 04  | CrowdStrike Racing by APR                   | Colin Braun Malthe Jakobsen George Kurtz Toby Sowery                | Gibson GK428 4.2 L V8            | 767  |
| 11        | LMP2    | 74  | Riley                                       | Josh Burdon Felipe Fraga Felipe Massa Gar Robinson                  | Oreca 07                         | 767  |
| 11        | LMP2    | 74  | Riley                                       | Josh Burdon Felipe Fraga Felipe Massa Gar Robinson                  | Gibson GK428 4.2 L V8            | 767  |
| 12        | LMP2    | 52  | Inter Europol by PR1/Mathiasen Motorsports  | Nick Boulle Tom Dillmann Pietro Fittipaldi Jakub Śmiechowski        | Oreca 07                         | 767  |
| 12        | LMP2    | 52  | Inter Europol by PR1/Mathiasen Motorsports  | Nick Boulle Tom Dillmann Pietro Fittipaldi Jakub Śmiechowski        | Gibson GK428 4.2 L V8            | 767  |
| 13        | LMP2    | 8   | Tower Motorsports                           | Michael Dinan John Farano Ferdinand Habsburg Scott McLaughlin       | Oreca 07                         | 767  |
| 13        | LMP2    | 8   | Tower Motorsports                           | Michael Dinan John Farano Ferdinand Habsburg Scott McLaughlin       | Gibson GK428 4.2 L V8            | 767  |
| 14        | LMP2    | 2   | United Autosports USA                       | Ben Hanley Ben Keating Pato O'Ward Nico Pino                        | Oreca 07                         | 765  |
| 14        | LMP2    | 2   | United Autosports USA                       | Ben Hanley Ben Keating Pato O'Ward Nico Pino                        | Gibson GK428 4.2 L V8            | 765  |
| 15        | LMP2    | 81  | DragonSpeed                                 | James Allen Sebastián Álvarez Eric Lux Kyffin Simpson               | Oreca 07                         | 764  |
| 15        | LMP2    | 81  | DragonSpeed                                 | James Allen Sebastián Álvarez Eric Lux Kyffin Simpson               | Gibson GK428 4.2 L V8            | 764  |
| 16        | LMP2    | 99  | AO Racing                                   | Matthew Brabham Paul-Loup Chatin P. J. Hyett Alex Quinn             | Oreca 07                         | 753  |
| 16        | LMP2    | 99  | AO Racing                                   | Matthew Brabham Paul-Loup Chatin P. J. Hyett Alex Quinn             | Gibson GK428 4.2 L V8            | 753  |
| 17        | GTD Pro | 62  | Risi Competizione                           | James Calado Alessandro Pier Guidi Davide Rigon Daniel Serra        | Ferrari 296 GT3                  | 733  |
| 17        | GTD Pro | 62  | Risi Competizione                           | James Calado Alessandro Pier Guidi Davide Rigon Daniel Serra        | Ferrari F163 3.0 L Turbo V6      | 733  |
| 18        | GTD Pro | 77  | AO Racing                                   | Michael Christensen Laurin Heinrich Sebastian Priaulx               | Porsche 911 GT3 R (992)          | 732  |
| 18        | GTD Pro | 77  | AO Racing                                   | Michael Christensen Laurin Heinrich Sebastian Priaulx               | Porsche M97/80 4.2 L Flat-6      | 732  |
| 19        | GTD     | 57  | Winward Racing                              | Philip Ellis Indy Dontje Daniel Morad Russell Ward                  | Mercedes-AMG GT3 Evo             | 731  |
| 19        | GTD     | 57  | Winward Racing                              | Philip Ellis Indy Dontje Daniel Morad Russell Ward                  | Mercedes-AMG M159 6.2 L V8       | 731  |
| 20        | GTD     | 21  | AF Corse                                    | Kei Cozzolino François Heriau Simon Mann Miguel Molina              | Ferrari 296 GT3                  | 731  |
| 20        | GTD     | 21  | AF Corse                                    | Kei Cozzolino François Heriau Simon Mann Miguel Molina              | Ferrari F163 3.0 L Turbo V6      | 731  |
| 21        | GTD Pro | 1   | Paul Miller Racing                          | Sheldon van der Linde Bryan Sellers Madison Snow Neil Verhagen      | BMW M4 GT3                       | 730  |
| 21        | GTD Pro | 1   | Paul Miller Racing                          | Sheldon van der Linde Bryan Sellers Madison Snow Neil Verhagen      | BMW S58B30T0 3.0 L Turbo I6      | 730  |
| 22        | GTD     | 34  | Conquest Racing                             | Alessandro Balzan Albert Costa Manny Franco Cédric Sbirrazzuoli     | Ferrari 296 GT3                  | 730  |
| 22        | GTD     | 34  | Conquest Racing                             | Alessandro Balzan Albert Costa Manny Franco Cédric Sbirrazzuoli     | Ferrari F163 3.0 L Turbo V6      | 730  |
| 23        | GTD     | 023 | Triarsi Competizione                        | Riccardo Agostini Alessio Rovera Charlie Scardina Onofrio Triarsi   | Ferrari 296 GT3                  | 730  |
| 23        | GTD     | 023 | Triarsi Competizione                        | Riccardo Agostini Alessio Rovera Charlie Scardina Onofrio Triarsi   | Ferrari F163 3.0 L Turbo V6      | 730  |
| 24        | GTD     | 32  | Korthoff/Preston Motorsports                | Maximilian Götz Mikaël Grenier Kenton Koch Mike Skeen               | Mercedes-AMG GT3 Evo             | 730  |
| 24        | GTD     | 32  | Korthoff/Preston Motorsports                | Maximilian Götz Mikaël Grenier Kenton Koch Mike Skeen               | Mercedes-AMG M159 6.2 L V8       | 730  |
| 25        | GTD     | 83  | Iron Dames                                  | Sarah Bovy Rahel Frey Michelle Gatting Doriane Pin                  | Lamborghini Huracán GT3 Evo 2    | 730  |
| 25        | GTD     | 83  | Iron Dames                                  | Sarah Bovy Rahel Frey Michelle Gatting Doriane Pin                  | Lamborghini DGF 5.2 L V10        | 730  |
| 26        | GTD     | 120 | Wright Motorsports                          | Adam Adelson Jan Heylen Frédéric Makowiecki Elliott Skeer           | Porsche 911 GT3 R (992)          | 729  |
| 26        | GTD     | 120 | Wright Motorsports                          | Adam Adelson Jan Heylen Frédéric Makowiecki Elliott Skeer           | Porsche M97/80 4.2 L Flat-6      | 729  |
| 27        | GTD     | 80  | Lone Star Racing                            | Rui Andrade Scott Andrews Adam Christodoulou Salih Yoluç            | Mercedes-AMG GT3 Evo             | 729  |
| 27        | GTD     | 80  | Lone Star Racing                            | Rui Andrade Scott Andrews Adam Christodoulou Salih Yoluç            | Mercedes-AMG M159 6.2 L V8       | 729  |
| 28        | GTD     | 43  | Andretti Motorsports                        | Jarett Andretti Gabby Chaves Scott Hargrove Thomas Preining         | Porsche 911 GT3 R (992)          | 728  |
| 28        | GTD     | 43  | Andretti Motorsports                        | Jarett Andretti Gabby Chaves Scott Hargrove Thomas Preining         | Porsche M97/80 4.2 L Flat-6      | 728  |
| 29        | GTD Pro | 23  | Heart of Racing Team                        | Mario Farnbacher Ross Gunn Alex Riberas                             | Aston Martin Vantage AMR GT3 Evo | 727  |
| 29        | GTD Pro | 23  | Heart of Racing Team                        | Mario Farnbacher Ross Gunn Alex Riberas                             | Aston Martin M177 4.0 L Turbo V8 | 727  |
| 30        | GTD Pro | 3   | Corvette Racing by Pratt Miller Motorsports | Antonio García Daniel Juncadella Alexander Sims                     | Chevrolet Corvette Z06 GT3.R     | 726  |
| 30        | GTD Pro | 3   | Corvette Racing by Pratt Miller Motorsports | Antonio García Daniel Juncadella Alexander Sims                     | Chevrolet LT6 5.5 L V8           | 726  |
| 31        | GTD Pro | 64  | Ford Multimatic Motorsports                 | Christopher Mies Mike Rockenfeller Harry Tincknell                  | Ford Mustang GT3                 | 726  |
| 31        | GTD Pro | 64  | Ford Multimatic Motorsports                 | Christopher Mies Mike Rockenfeller Harry Tincknell                  | Ford Coyote 5.4 L V8             | 726  |
| 32        | GTD     | 47  | Cetilar Racing                              | Eddie Cheever III Antonio Fuoco Roberto Lacorte Giorgio Sernagiotto | Ferrari 296 GT3                  | 722  |
| 32        | GTD     | 47  | Cetilar Racing                              | Eddie Cheever III Antonio Fuoco Roberto Lacorte Giorgio Sernagiotto | Ferrari F163 3.0 L Turbo V6      | 722  |
| 33        | GTD Pro | 19  | Iron Lynx                                   | Mirko Bortolotti Andrea Caldarelli Jordan Pepper Franck Perera      | Lamborghini Huracán GT3 Evo 2    | 721  |
| 33        | GTD Pro | 19  | Iron Lynx                                   | Mirko Bortolotti Andrea Caldarelli Jordan Pepper Franck Perera      | Lamborghini DGF 5.2 L V10        | 721  |
| 34        | GTD     | 92  | Kelly-Moss with Riley                       | Julien Andlauer David Brule Trent Hindman Alec Udell                | Porsche 911 GT3 R (992)          | 719  |
| 34        | GTD     | 92  | Kelly-Moss with Riley                       | Julien Andlauer David Brule Trent Hindman Alec Udell                | Porsche M97/80 4.2 L Flat-6      | 719  |
| 35        | GTD     | 86  | MDK Motorsports                             | Klaus Bachler Anders Fjordbach Kerong Li Larry ten Voorde           | Porsche 911 GT3 R (992)          | 718  |
| 35        | GTD     | 86  | MDK Motorsports                             | Klaus Bachler Anders Fjordbach Kerong Li Larry ten Voorde           | Porsche M97/80 4.2 L Flat-6      | 718  |
| 36        | GTD     | 70  | Inception Racing                            | Tom Gamble Brendan Iribe Ollie Millroy Frederik Schandorff          | McLaren 720S GT3 Evo             | 716  |
| 36        | GTD     | 70  | Inception Racing                            | Tom Gamble Brendan Iribe Ollie Millroy Frederik Schandorff          | McLaren M840T 4.0 L Turbo V8     | 716  |
| 37        | GTD Pro | 4   | Corvette Racing by Pratt Miller Motorsports | Earl Bamber Nicky Catsburg Tommy Milner                             | Chevrolet Corvette Z06 GT3.R     | 715  |
| 37        | GTD Pro | 4   | Corvette Racing by Pratt Miller Motorsports | Earl Bamber Nicky Catsburg Tommy Milner                             | Chevrolet LT6 5.5 L V8           | 715  |
| 38        | GTD     | 96  | Turner Motorsport                           | Robby Foley Patrick Gallagher Jens Klingmann Jake Walker            | BMW M4 GT3                       | 711  |
| 38        | GTD     | 96  | Turner Motorsport                           | Robby Foley Patrick Gallagher Jens Klingmann Jake Walker            | BMW S58B30T0 3.0 L Turbo I6      | 711  |
| 39 DNF    | GTD     | 12  | Vasser Sullivan                             | Ritomo Miyata Frankie Montecalvo Aaron Telitz Parker Thompson       | Lexus RC F GT3                   | 705  |
| 39 DNF    | GTD     | 12  | Vasser Sullivan                             | Ritomo Miyata Frankie Montecalvo Aaron Telitz Parker Thompson       | Toyota 2UR-GSE 5.0 L V8          | 705  |
| 40        | GTD     | 78  | Forte Racing                                | Devlin DeFrancesco Misha Goikhberg Sandy Mitchell Loris Spinelli    | Lamborghini Huracán GT3 Evo 2    | 676  |
| 40        | GTD     | 78  | Forte Racing                                | Devlin DeFrancesco Misha Goikhberg Sandy Mitchell Loris Spinelli    | Lamborghini DGF 5.2 L V10        | 676  |
| 41 DNF    | GTD Pro | 65  | Ford Multimatic Motorsports                 | Joey Hand Dirk Müller Frédéric Vervisch                             | Ford Mustang GT3                 | 650  |
| 41 DNF    | GTD Pro | 65  | Ford Multimatic Motorsports                 | Joey Hand Dirk Müller Frédéric Vervisch                             | Ford Coyote 5.4 L V8             | 650  |
| 42        | GTD     | 45  | Wayne Taylor Racing with Andretti           | Graham Doyle Danny Formal Ashton Harrison Kyle Marcelli             | Lamborghini Huracán GT3 Evo 2    | 643  |
| 42        | GTD     | 45  | Wayne Taylor Racing with Andretti           | Graham Doyle Danny Formal Ashton Harrison Kyle Marcelli             | Lamborghini DGF 5.2 L V10        | 643  |
| 43 DNF    | GTP     | 10  | Wayne Taylor Racing with Andretti           | Filipe Albuquerque Marcus Ericsson Brendon Hartley Ricky Taylor     | Acura ARX-06                     | 601  |
| 43 DNF    | GTP     | 10  | Wayne Taylor Racing with Andretti           | Filipe Albuquerque Marcus Ericsson Brendon Hartley Ricky Taylor     | Acura AR24e 2.4 L Twin-Turbo V6  | 601  |
| 44 DNF    | GTD Pro | 9   | Pfaff Motorsports                           | James Hinchcliffe Oliver Jarvis Marvin Kirchhöfer Alexander Rossi   | McLaren 720S GT3 Evo             | 532  |
| 44 DNF    | GTD Pro | 9   | Pfaff Motorsports                           | James Hinchcliffe Oliver Jarvis Marvin Kirchhöfer Alexander Rossi   | McLaren M840T 4.0 L Turbo V8     | 532  |
| 45 DNF    | LMP2    | 33  | Sean Creech Motorsports                     | João Barbosa Jonny Edgar Nolan Siegel Lance Willsey                 | Ligier JS P217                   | 510  |
| 45 DNF    | LMP2    | 33  | Sean Creech Motorsports                     | João Barbosa Jonny Edgar Nolan Siegel Lance Willsey                 | Gibson GK428 4.2 L V8            | 510  |
| 46 DNF    | GTD     | 17  | AWA                                         | Charlie Eastwood Anthony Mantella Thomas Merrill Nicolás Varrone    | Chevrolet Corvette Z06 GT3.R     | 508  |
| 46 DNF    | GTD     | 17  | AWA                                         | Charlie Eastwood Anthony Mantella Thomas Merrill Nicolás Varrone    | Chevrolet LT6 5.5 L V8           | 508  |
| 47 DNF    | GTP     | 01  | Cadillac Racing                             | Sébastien Bourdais Scott Dixon Álex Palou Renger van der Zande      | Cadillac V-Series.R              | 423  |
| 47 DNF    | GTP     | 01  | Cadillac Racing                             | Sébastien Bourdais Scott Dixon Álex Palou Renger van der Zande      | Cadillac LMC55R 5.5 L V8         | 423  |
| 48 DNF    | GTD Pro | 14  | Vasser Sullivan                             | Ben Barnicoat Mike Conway Jack Hawksworth Kyle Kirkwood             | Lexus RC F GT3                   | 397  |
| 48 DNF    | GTD Pro | 14  | Vasser Sullivan                             | Ben Barnicoat Mike Conway Jack Hawksworth Kyle Kirkwood             | Toyota 2UR-GSE 5.0 L V8          | 397  |
| 49 DNF    | GTD     | 66  | Gradient Racing                             | Tatiana Calderón Katherine Legge Stevan McAleer Sheena Monk         | Acura NSX GT3 Evo22              | 368  |
| 49 DNF    | GTD     | 66  | Gradient Racing                             | Tatiana Calderón Katherine Legge Stevan McAleer Sheena Monk         | Acura JNC1 3.5 L Turbo V6        | 368  |
| 50 DNF    | GTD     | 55  | Proton Competition                          | Ryan Hardwick Giammarco Levorato Corey Lewis Dennis Olsen           | Ford Mustang GT3                 | 367  |
| 50 DNF    | GTD     | 55  | Proton Competition                          | Ryan Hardwick Giammarco Levorato Corey Lewis Dennis Olsen           | Ford Coyote 5.4 L V8             | 367  |
| 51 DNF    | GTD     | 13  | AWA                                         | Matt Bell Orey Fidani Lars Kern Alex Lynn                           | Chevrolet Corvette Z06 GT3.R     | 308  |
| 51 DNF    | GTD     | 13  | AWA                                         | Matt Bell Orey Fidani Lars Kern Alex Lynn                           | Chevrolet LT6 5.5 L V8           | 308  |
| 52 DNF    | GTD     | 27  | Heart of Racing Team                        | Roman De Angelis Ian James Zacharie Robichon Marco Sørensen         | Aston Martin Vantage AMR GT3 Evo | 303  |
| 52 DNF    | GTD     | 27  | Heart of Racing Team                        | Roman De Angelis Ian James Zacharie Robichon Marco Sørensen         | Aston Martin M177 4.0 L Turbo V8 | 303  |
| 53 DNF    | GTD     | 44  | Magnus Racing                               | Andy Lally John Potter Spencer Pumpelly Nicki Thiim                 | Aston Martin Vantage AMR GT3 Evo | 294  |
| 53 DNF    | GTD     | 44  | Magnus Racing                               | Andy Lally John Potter Spencer Pumpelly Nicki Thiim                 | Aston Martin M177 4.0 L Turbo V8 | 294  |
| 54 DNF    | GTD Pro | 60  | Iron Lynx                                   | Matteo Cairoli Matteo Cressoni Romain Grosjean Claudio Schiavoni    | Lamborghini Huracán GT3 Evo 2    | 293  |
| 54 DNF    | GTD Pro | 60  | Iron Lynx                                   | Matteo Cairoli Matteo Cressoni Romain Grosjean Claudio Schiavoni    | Lamborghini DGF 5.2 L V10        | 293  |
| 55 DNF    | GTD Pro | 75  | SunEnergy1 Racing                           | Maro Engel Jules Gounon Kenny Habul Luca Stolz                      | Mercedes-AMG GT3 Evo             | 193  |
| 55 DNF    | GTD Pro | 75  | SunEnergy1 Racing                           | Maro Engel Jules Gounon Kenny Habul Luca Stolz                      | Mercedes-AMG M159 6.2 L V8       | 193  |
| 56 DNF    | LMP2    | 20  | MDK by High Class Racing                    | Dennis Andersen Laurents Hörr Scott Huffaker Seth Lucas             | Oreca 07                         | 185  |
| 56 DNF    | LMP2    | 20  | MDK by High Class Racing                    | Dennis Andersen Laurents Hörr Scott Huffaker Seth Lucas             | Gibson GK428 4.2 L V8            | 185  |
| 57 DNF    | LMP2    | 22  | United Autosports USA                       | Paul di Resta Bijoy Garg Dan Goldburg Felix Rosenqvist              | Oreca 07                         | 128  |
| 57 DNF    | LMP2    | 22  | United Autosports USA                       | Paul di Resta Bijoy Garg Dan Goldburg Felix Rosenqvist              | Gibson GK428 4.2 L V8            | 128  |
| 58 DNF    | LMP2    | 88  | Richard Mille AF Corse                      | Nicklas Nielsen Luis Pérez Companc Matthieu Vaxivière Lilou Wadoux  | Oreca 07                         | 107  |
| 58 DNF    | LMP2    | 88  | Richard Mille AF Corse                      | Nicklas Nielsen Luis Pérez Companc Matthieu Vaxivière Lilou Wadoux  | Gibson GK428 4.2 L V8            | 107  |
| 59 DNF    | LMP2    | 11  | TDS Racing                                  | Mikkel Jensen Hunter McElrea Charles Milesi Steven Thomas           | Oreca 07                         | 58   |
| 59 DNF    | LMP2    | 11  | TDS Racing                                  | Mikkel Jensen Hunter McElrea Charles Milesi Steven Thomas           | Gibson GK428 4.2 L V8            | 58   |
| Risultati |         |     |                                             |                                                                     |                                  |      |